# Depresión de Antequera
La depresión de Antequera, también llamada hoya y vega de Antequera, es una depresión geográfica localizada al norte de la provincia de Málaga, en Andalucía (España).

## Situación
Está situada entre la cordillera Subbética, al norte, y la cordillera Penibética, al sur, siendo una de las depresiones que se alinean formando el Surco Intrabético. Hacia el este se comunica a través de un estrecho pasillo con la Vega de Granada. Por el oeste, la Serranía de Ronda la separa de la depresión de Ronda.

## Hidrología
Por la vega de Antequera discurre el curso alto del río Guadalhorce, que desemboca en las cercanías de Málaga. La llanura se compone de campos ondulados salpicados de cerros y colinas. Dispone de agua en abundancia, ya que la lluvia, incapaz de formar corrientes en este terreno sin desniveles, se acumula en su mismo centro, originando lagunas como las lagunas de Campillos, la laguna de la Ratosa y la mayor, laguna de Fuente de Piedra, en la que cada año crían millares de flamencos.

## Transporte
Por su condición de centro geográfico de Andalucía, es el principal nudo de comunicaciones terrestres de esta.